# Читерна
Читѐрна (на италиански: Citerna) е малко градче и община в Централна Италия, провинция Перуджа, регион Умбрия. Разположено е на 480 m надморска височина. Населението на общината е 3517 души (към 2010 г.).